# Liz Torres
Elizabeth Larrieu Torres (ur. 27 września 1947 w Nowym Jorku) – amerykańska aktorka i piosenkarka portorykańskiego pochodzenia.

## Życiorys
Urodziła się w Nowym Jorku w dzielnicy Bronx, gdzie jej rodzice przeprowadzili się po przyjeździe z Portoryko. Tam skończyła szkołę podstawową i średnią. Swoją karierę rozpoczęła jako aktorka komediowa i śpiewaczka w miejscowym nocnym klubie, razem ze swoją przyjaciółką Bette Midler. W 1971 roku została dostrzeżona przez producenta The Tonight Show, którego gospodarzem był Johnny Carson, i zaprosił ją do występu w programie. Po tym pojawiła się w komedii telewizyjnej takiej jak All in the Family. W 1973 roku zagrała Morticię w The Addams Family Fun House, który był wersją musicalową oryginalnej serii. Pojawiła się w spin-offie serii stworzonej przez Cloris Leachman The Mary Tyler Moore Show – Phyllis, zastępując Barbarę Colby w roli Julie Erskine.

## Kariera
W 1969 miała swój debiut filmowy – zagrała prostytutkę w niskobudżetowym filmie Utterly Without Redeeming Social Value. Zagrała w ponad 50 filmach. W 2008 zagrała w filmie polsko-amerykańskim Mała wielka miłość.
Zagrała w ponad stu gościnnych rolach, chociażby w takich serialach jak Ally McBeal czy Pomoc domowa, oraz pojawiła się w paru powtarzających się rolach. W 1990 roku została nominowana do nagrody Emmy za serial The Famous Teddy Z, gdzie wcieliła się w postać Angie, a także otrzymała nagrodę Bravo za wybitną rolę w serialu komediowym. Potem pojawiła się w serialu Donalda Bellisario Zagubiony w czasie i w Tequila i Bonetti, również stworzonego przez Bellisariego, jako osoba, która słyszy myśli Tequili.
W 1993 roku dołączyła do stałej obsady serialu The John Larroquette Show jako Mahalia Sanchez. Za tę rolę otrzymała nominację do Emmy i Złotego Globu oraz dwie nominację do American Comedy Awards za najlepszy telewizyjny występ.
Od 2000 do końca serii w 2007 roku grała w Kochanych kłopotach. W 2007 roku dołączyła do obsady serialu Brzydula Betty, gdzie gra gosposię Wilhelminy Slater. W 2009 roku zagrała Connie Solis w serialu Gotowe na wszystko. W 2016 roku powtórzyła swoją rolę jako Miss Patty w sequelu Kochane kłopoty: rok z życia.